# Майборода, Леонид Тимофеевич
Леонид Тимофеевич Майборо́да (17 апреля 1925 — 1 апреля 1991) — участник Великой Отечественной войны. Разведчик 88-го гвардейского стрелкового полка 33-й гвардейской стрелковой дивизии (в разные периоды — 39-я армия 3-го Белорусского фронта и 2-я гвардейская армия 1-го Прибалтийского фронта). Полный кавалер ордена Славы.

## Биография

### Ранние годы
Родился 17 апреля 1925 года на хуторе Кротов-Щеглов, Гиагинского района Краснодарского края (ныне Республика Адыгея) в семье украинского рабочего.
Леонид Тимофеевич родился в семье, где кроме него росли ещё два брата и две сестры. Он был средним. Детство и юность его прошли в Майкопе. Здесь он окончил 6 классов и с 1939 года стал работать в Майкопском леспромхозе, где лесорубом трудился его отец Тимофей Петрович, в прошлом участник гражданской войны.

### В Великую Отечественную войну
Первым из семьи ушёл защищать Родину старший брат Александр. Он пройдёт всю войну танкистом и вернётся домой. В Великую Отечественную войну 16 летний Леонид работал лесорубом в Майкопском леспромхозе, вплоть до начала оккупации Адыгеи (9.8.1942). Рвался на фронт но солдатскую шинель он надел лишь в феврале 1943 года, когда Адыгея была освобождена от фашистских оккупантов. 
15 февраля 1943 года Майборода был призван в Красную армию Гиагинским райвоенкоматом. В числе 247 призывников из Адыгеи его направили в 182-й запасной стрелковый полк, который готовил пополнение для 18-й армии. Полк дислоцировался в это время в Майкопе, а в марте переместился в станицу Апшеронскую.
Находясь в действующей армии с марта 1943 года, Майборода получил боевое крещение в морской пехоте на легендарной Малой земле 17 апреля 1943 года, в день своего 18-летия, будучи пулемётчиком 1-й стрелковой роты 14-го отдельного стрелкового батальона 255-й отдельной морской стрелковой бригады, занимавшей оборону в районе посёлка Станичка, коса Суджукская.
В составе 83-й отдельной бригады морской пехоты участвовал в боях за Новороссийск, на Малой земле, в составе 255-й бригады морской пехоты высаживался с десантом на Керченский полуостров. В сентябре 1943 года в ходе этих боёв Л. Т. Майборода был ранен. На помощь к нему пришла санинструктор сержант Раиса Григорьевна Холоденко. Перевязав ему рану, она вынесла его с поля боя и эвакуировала в тыл. 
В июне 1943 года после выздоровления Леонид Тимофеевич вновь вернулся на «Малую землю», но уже в 83-ю отдельную Краснознаменную морскую стрелковую бригаду, став наводчиком пулемёта 2-й стрелковой роты 144-го отдельного стрелкового батальона.
К весне 1944 года Майборода воевал уже разведчиком 88-го гвардейского стрелкового полка 33-й гвардейской стрелковой дивизии. За отличие в боях при штурме Севастополя получил первую боевую награду — медаль «За отвагу». 
Как сказано в наградном листе за подписью командира полка Героя Советского Союза подполковника Е. И. Мандрыкина, награждён за то, что 

«в боях за Севастополь 9 мая, действуя в головном дозоре и преследуя врага, заглушил пулеметную точку противника, уничтожил четырех и взял в плен двух немецких солдат, захватил повозку с военным имуществом».— 
После окончания боев в Крыму дивизия, после короткого отдыха, была переброшена на 1-й Прибалтийский фронт.

### Орден Славы III степени
В июле 1944 года, за время наступательных боёв по освобождении Литвы, гвардии красноармеец Майборода, участвовал в многочисленных выходах на задания по разведке, лично уничтожил 7 вражеских солдат. 23 июля 1944 года в районе населённого пункта Рады проник в тыл противника на дороге появился мчавшийся на высокой скорости немецкий бронетранспортёр. Видимо, он отстал от своих и догонял. Смело выскочив к дороге, Л.Т. Майборода метнул во вражескую машину две гранаты. Раздались взрывы и потерявший управление бронетранспортёр завалился в кювет, охваченный пламенем. А когда уцелевшие гитлеровцы попытались было выбраться из горящей машины, Леонид Тимофеевич, оказавшийся в одно мгновение рядом, расстрелял их в упор, уничтожив семь гитлеровцев. Сняв с убитого офицера полевую сумку с картой и прихватив два немецких автомата, устремился в лес, к месту сбора разведчиков.
За этот подвиг приказом командира 33-й гвардейской стрелковой дивизии Героя Советского Союза генерал-майора П. М. Волосатых от 17 августа 1944 года Леонид Тимофеевич был награждён орденом орденом Славы 3-й степени (№ 200721).

### Орден Славы II степени
4 сентября 1944 года в районе местечка Горды (Литва) гвардии красноармеец Майборода, действуя в составе группы захвата, первым ворвался в расположение противника и способствовал захвату в плен 2 фашистов из 601-го полка 391-й охранной дивизии.
В результате умелых, решительных и хорошо продуманных действий разведчики успешно выполнили поставленную задачу, приведя с собой двух «языков», которые оказались солдатами из 603-го полка 391-й охранной дивизии и дали ценные сведения. При этом разведчиками было уничтожено 12 гитлеровцев, захвачено 2 пулемёта, 1 миномёт, разрушены дзот и 2 блиндажа.
За проявленное мужество и образцовое выполнение задачи все разведчики были награждены орденами. Леонид Майборода, «первым ворвавшийся в расположение противника и своей храбростью содействовавший общему успеху дела», приказом командующего 2-й гвардейской армией генерал-лейтенанта Чанчибадзе П. Г. от 30 сентября 1944 года был награждён орденом Славы 2-й степени (№ 7513).

### Подвиг
10 февраля 1945 года в районе населённого пункта Крагау (ныне посёлок Прохладное Зеленоградский район Калининградская область) гвардии красноармеец Майборода обнаружил в тылу наших войск группу немецких автоматчиков. Действуя из засады гранатами и огнём из автомата уничтожил до 10 солдат врага, а остальных принудил к бегству. В результате, Майборода захватил ручной пулемёт и несколько автоматов. 
Указом Президиума Верховного Совета СССР от 19 апреля 1945 года за образцовое выполнение заданий командования на фронте борьбы с немецкими захватчиками и проявленные при этом доблесть и мужество гвардии красноармеец Майборода Леонид Тимофеевич награждён орденом Славы 1-й степени (№ 3192), таким образом став полным кавалером ордена Славы.
Война продолжалась. Пока представление «ходило» по инстанциям, Л. Т. Майборода, не жалея жизни, мужественно и бесстрашно продолжал сражаться с врагом, приближая, как мог, радостный день Победы. Он участвовал в героическом штурме Кёнигсберга, который под ударами советских войск пал на третьи сутки боя, а затем громил врага на Земландском полуострове, где отличился и был награждён второй медалью «За отвагу»(24.04.1945).
На завершающем этапе войны, в боях Восточной Пруссии, в апреле 1945 года разведчик Майборода вновь отличился. Действуя в составе танкового десанта, уничтожил 6 гитлеровцев и 2 взял в плен. Был во второй раз награждён медалью «За отвагу»(24.04.1945).

### После войны
В июле 1946 года сержант Майборода демобилизован. Жил в городе Майкоп, где работал в пожарной охране. После этого стал работать крепильщиком на шахте «Юго-Западная-3» в Донецке Ростовской области. Затем снова в Майкопе — плотником комплексной бригады СМУ-35 треста «Адыгпромстрой».
Здесь он встретился с бывшим санинструктором 255-й бригады Раисой Григорьевной Холоденко, с которой воевал на «Малой земле» и которая оказывала ему первую помощь при ранении. Кавалер орденов Отечественной войны 1-й степени, Славы Ill степени, медали «За отвагу» и многих других медалей, она завершила войну в Чехословакии и работала бригадиром штукатуров-маляров в одном из строительных управлений «Южгазпромстроя» в Майкопе. Они поженились.  
С 1982 года Майборода жил в городе Приморско-Ахтарск (Краснодарский край). Скончался 1 апреля 1991 года. Похоронен в Приморско-Ахтарск.

## Награды
- Орден Отечественной войны I степени (3.03.1985)[6]
- Полный кавалер ордена Славы:
  - орден Славы I степени[7][8];
  - орден Славы II степени (19.9.1944)[9];
  - орден Славы III степени (17.08.1944)[10];
- медали, в том числе:
  - медаль «За отвагу» (15.05.1944)[4];
  - медаль «За отвагу» (24.04.1945)[5];
  - «В ознаменование 100-летия со дня рождения Владимира Ильича Ленина» (6 апреля 1970)
  - «За победу над Германией» (9 мая 1945[11])[12]
  - «За взятие Кёнигсберга» (9.6.1945)[1].
  - «20 лет Победы в Великой Отечественной войне 1941—1945 гг.» (7 мая 1965[13])
  - «30 лет Победы в Великой Отечественной войне 1941—1945 гг.»[14]
  - 40 лет Победы в Великой Отечественной войне 1941—1945 гг.[15]
  - «30 лет Советской Армии и Флота»[16]
  - «40 лет Вооружённых Сил СССР»[17]
  - «50 лет Вооружённых Сил СССР» (26 декабря 1967[18])
- Знак «25 лет победы в Великой Отечественной войне» (1970)

## Память

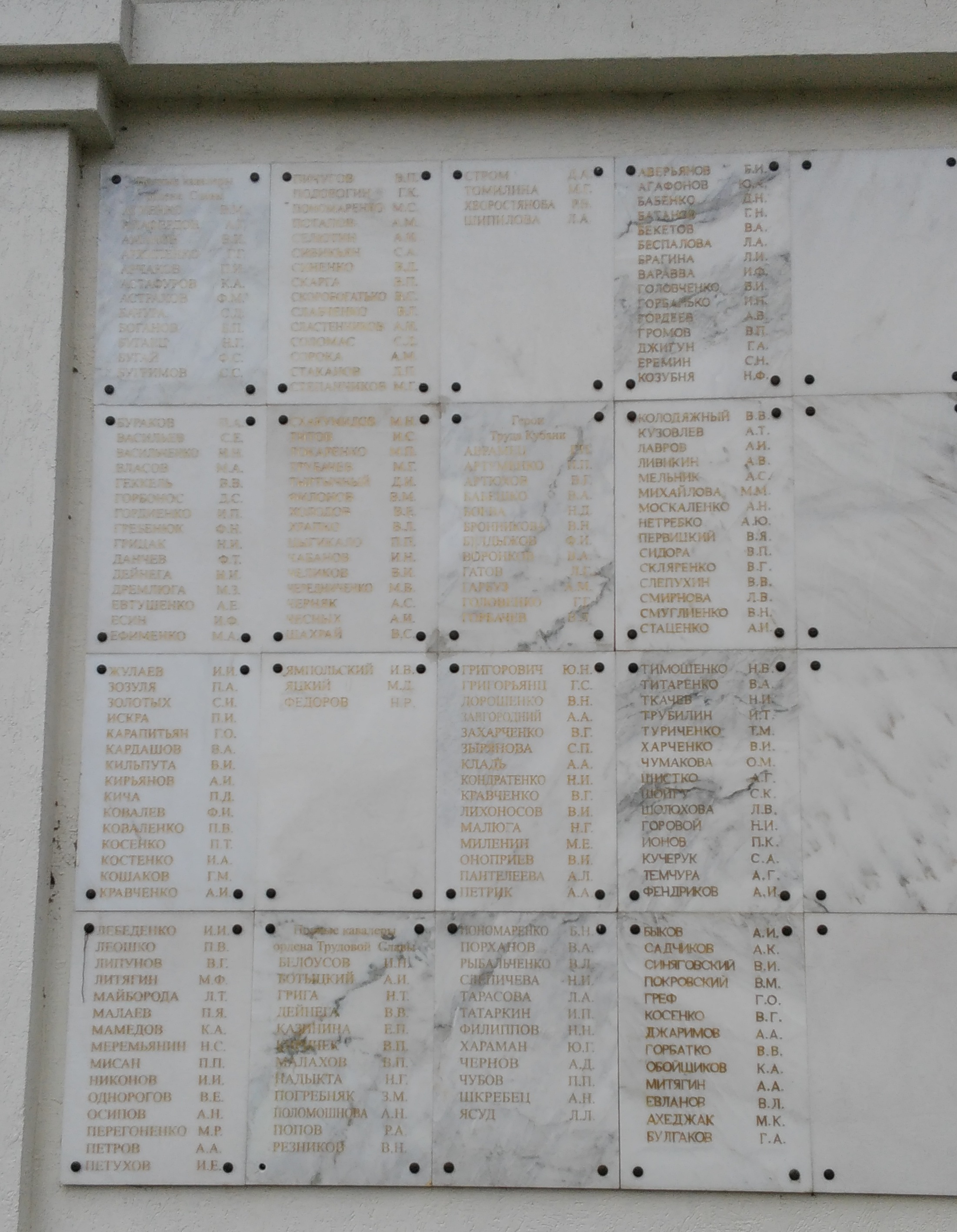
Мемориальная доска с именами полных кавалеров Ордена Славы в Краснодаре.

- В Краснодаре установлена Мемориальная доска с именами полных кавалеров Ордена Славы.
- Установлен надгробный памятник на могиле Героя.
- Его имя увековечено в Главном Храме Вооружённых сил России, и навсегда запечатлено на мемориале «Дорога памяти».